# Saša Zajc
Saša Zajc (Lubiana, ...) è una modella slovena, vincitrice del titolo di Miss Europa 1969 in rappresentanza della Jugoslavia.
La Zajc fu incoronata Miss Europa il 17 maggio 1969 presso Rabat in Marocco, dove la rappresentante della Jugoslavia ebbe la meglio sulle ventuno concorrenti del concorso.